# Achrysocharoides
Achrysocharoides – rodzaj błonkówek z rodziny wiechońkowatych i podrodziny Entedoninae.
Takson ten opisany został w 1913 roku przez Alexandre'a Arsène'a Giraulta.
Wiechońkowate te mają zawsze szew poprzeczny na czole prosty, u samic niekiedy zastąpiony wyniesioną listewką. Żeberko poprzeczne czoła u samców jest mniej lub więcej rozwinięte, szczególnie dobrze u gatunków o silnie poprzecznej głowie. Oczy zaopatrzone są w gęste owłosienie. Nadustek nie jest oddzielony od reszty głowy szwem. Boczne części przedplecza z półokrągłymi listewkami. Często na mesoscutum i scutellum obecne grupy dołków lub podłużnych kotlinek. Długość żyłki stygmalnej na przednich skrzydłach zbliżona do długości żyłki postmarginalnej. Stylik krótki, a jego wyniesiona część tylna nigdy nie dłuższa niż szersza.
Gatunki z tego rodzaju to głównie pasożyty minujących motyli, zwłaszcza rodzaju Phyllonorycter z rodziny kibitnikowatych.
Rodzaj kosmopolityczny.
Do rodzaju tego należy ponad 70 gatunków:
- Achrysocharoides absoluta Hansson, 2004
- Achrysocharoides acerianus (Askew, 1974)
- Achrysocharoides albiscapus (Delucchi, 1957)
- Achrysocharoides albus Yoshimoto, 1977
- Achrysocharoides altilis (Delucchi, 1954)
- Achrysocharoides arienascapus (Miller, 1962)
- Achrysocharoides asperulus Hansson, 2012
- Achrysocharoides atys  (Walker, 1839)
- Achrysocharoides australiensis (Girault, 1915)
- Achrysocharoides bipunctatus (Girault, 1916)
- Achrysocharoides bisulcus Yoshimoto, 1977
- Achrysocharoides bukkensis (Erdös, 1958)
- Achrysocharoides butus  (Walker, 1839)
- Achrysocharoides callisetosus Hansson, 2012
- Achrysocharoides cariocus (Miller, 1962)
- Achrysocharoides carpini Bryan, 1980
- Achrysocharoides celtidis Kamijo, 1990
- Achrysocharoides chrysasteris Kamijo, 1990
- Achrysocharoides cilla  (Walker, 1839)
- Achrysocharoides citri (Boucek, 1988)
- Achrysocharoides clypeatus (Miller, 1962)
- Achrysocharoides crassinervis Kamijo, 1990
- Achrysocharoides cruentus Hansson, 1983
- Achrysocharoides cuspidatus Hansson, 2012
- Achrysocharoides ecuadorensis (Hansson, 1993)
- Achrysocharoides foveatus Hansson, 2012
- Achrysocharoides frontalis Kamijo, 1990
- Achrysocharoides gahani (Miller, 1962)
- Achrysocharoides gliricidiae (Hansson & Cave, 1993)
- Achrysocharoides guizoti Girault, 1917
- Achrysocharoides hirtiscapus (Miller, 1962)
- Achrysocharoides hyloconodis Kamijo, 1990
- Achrysocharoides infuscus Hansson, 2012
- Achrysocharoides insignitellae (Erdös, 1966)
- Achrysocharoides intricatus Yoshimoto, 1977
- Achrysocharoides laticollaris Kamijo, 1991
- Achrysocharoides latreillii (Curtis, 1826)
- Achrysocharoides liocrobylae Kamijo, 1990
- Achrysocharoides littoralis Kamijo, 1990
- Achrysocharoides longifacies (Hansson, 1985)
- Achrysocharoides maieri Shevtsova & Hansson, 2011
- Achrysocharoides mali Kamijo, 1991
- Achrysocharoides marylandi (Girault, 1917)
- Achrysocharoides mediocarinatus Hansson, 2012
- Achrysocharoides nepalensis (Hansson, 1985)
- Achrysocharoides nigricoxae (Delucchi, 1954)
- Achrysocharoides nitidus Hansson, 1985
- Achrysocharoides niveipes (Thomson, 1878)
- Achrysocharoides pannonica (Erdös, 1954)
- Achrysocharoides parva (Delucchi, 1956)
- Achrysocharoides platanoidae Hansson & Shevstsova, 2010
- Achrysocharoides purpureus Hansson, 2012
- Achrysocharoides reticulatus Yoshimoto, 1977
- Achrysocharoides robiniae Hansson & Shevtsova, 2010
- Achrysocharoides robinicolus Hansson & Shevtsova, 2010
- Achrysocharoides sarcophagus (Girault, 1913)
- Achrysocharoides scaposa (Erdös, 1961)
- Achrysocharoides serotinae Shevtsova & Hansson, 2011
- Achrysocharoides splendens (Delucchi, 1954)
- Achrysocharoides spulerinae Kamijo, 1990
- Achrysocharoides subcollaris Kamijo, 1990
- Achrysocharoides sulcatus Hansson, 2012
- Achrysocharoides suprafolius (Askew, 1974)
- Achrysocharoides tavellae Navone, 2006
- Achrysocharoides tetrapunctatus Yoshimoto, 1977
- Achrysocharoides titiani Girault, 1916
- Achrysocharoides tortricidi Yang, 2015
- Achrysocharoides usticrus (Erdös, 1954)
- Achrysocharoides villosus Kamijo, 1991
- Achrysocharoides viridicornis Kamijo, 1990
- Achrysocharoides yoshimotoi Kamijo, 1991
- Achrysocharoides zwoelferi (Delucchi, 1954)